# 即时成像胶片

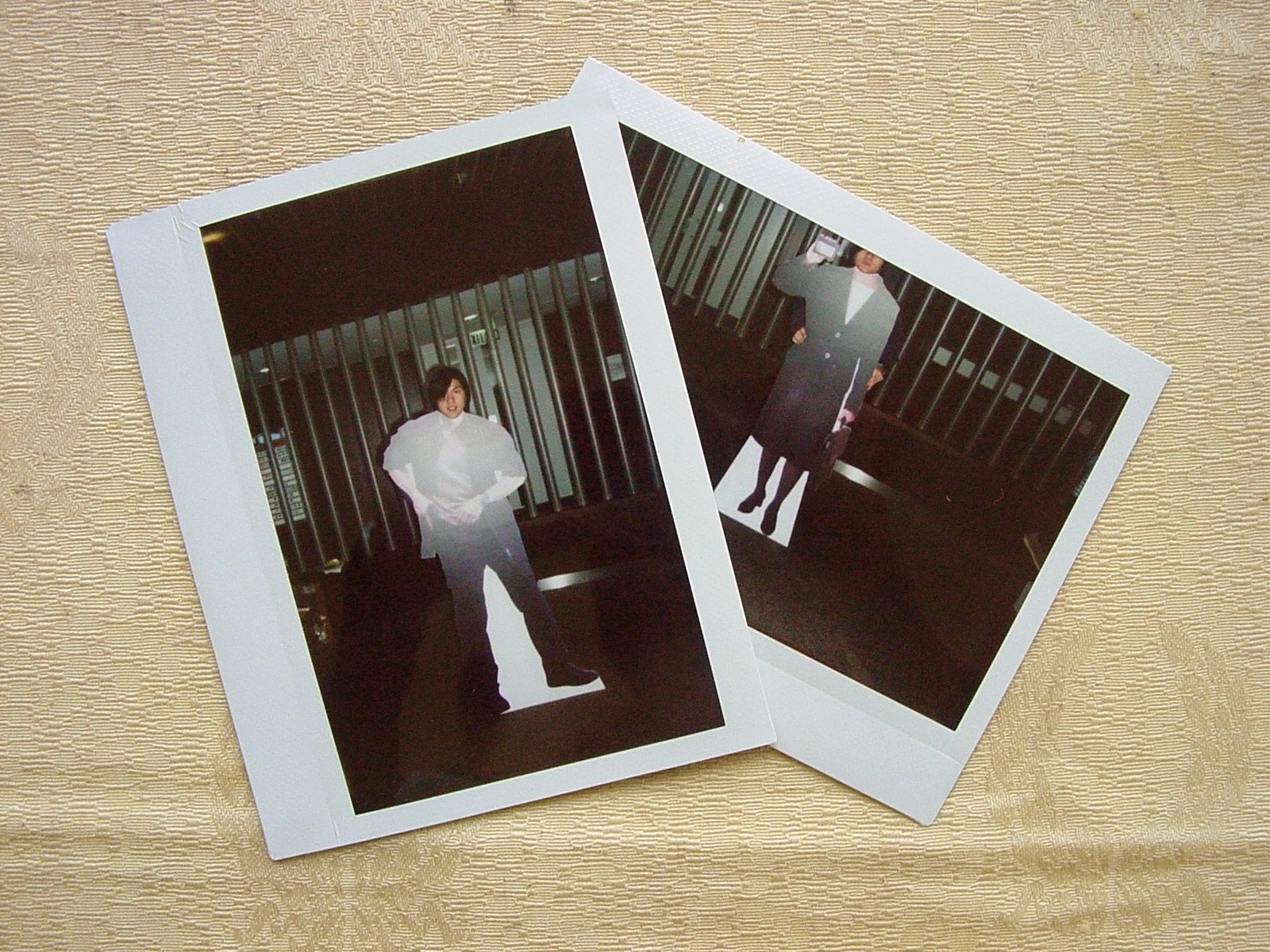
使用即时胶片成像的照片

即时成像胶片是供即时成像相机使用的胶片类型，最早由宝丽来公司推出。这种胶片出厂时就已经包含用于显影和定影照片所需的化学物质，在即时成像设备对胶片曝光后即启动显影过程。

胶片被拉出片仓的过程中经过相机片仓中的辊，辊会压破胶片内部存放显影剂和定影剂的药包，并使药品均匀分布在被曝光的负片和接收图像的正片之间，从而开始显影过程。即时胶片具有多种尺寸，早期仅有胶卷贩售，后期则出现了盒装胶片。

尽管在整体上即时胶片的成像质量不如传统胶片优秀，但它极高的成像效率受到人们青睐。部分摄影师也会使用即时胶片来确认被摄对象的外观，或是实现传统摄影无法达到的效果。即使到了数字摄影时代，即时胶片与便携式照片打印机相比亦具有一席之地。

## 工作原理
即时胶片利用试剂扩散转移的特性，将染料从负像转为正像，此过程因胶片类型会有所差异。

### 即时胶卷
1947年，埃德温·赫伯特·兰德博士首次介绍了“Polaroid-Land”冲洗工艺以及第一款即时胶片，该胶片成像后可以得到棕褐色调的照片，其负片在照相机内部曝光，和正片对齐并被一组辊挤压，辊将显影剂分布在这两层之间形成“夹心”结构，之后负片会快速显影，未曝光的溴化银颗粒及其包含的潜像会被显影剂溶解，然后从负片扩散到正片。数分钟后将负片剥离即可显示出正常图像。 由于公布时成像工艺尚未成熟，兰德博士在克服化学稳定性问题后，在1950年正式推出了黑白即时胶片。

### 减色法彩色胶片
由于彩色胶片的乳剂和染料有多层结构，因而制造彩色即时胶片工艺要复杂得多。彩色胶片由多层乳剂层组成，每层分别对红、绿、蓝三色敏感，并且每层乳剂层下都有一层互补色的显影染料。底片曝光后，显影剂在负片和正片之间扩散，显影的染料层迁移到正片表面并在正片上形成实像。暴露于其各自颜色的乳剂层会阻挡其下方的互补染料，从而再现原始颜色。例如，蓝天的照片会使蓝色乳剂曝光，从而阻挡了其下方的所有黄色染料，并使洋红色和青色染料层迁移到正片以形成蓝色。

### 一体式胶片
此过程类似于添加了定时和接收层的减色彩色即时胶片。兰德的解决方案是加入一个遮光器，当从相机中弹出时，遮光器会变暗，然后变得清晰以显示照片。 胶片本身整合了所有层，以在整合了塑料小包和框架的宝丽来照片中一并完成照片曝光，显影和定影过程。

### 加色法彩色胶片

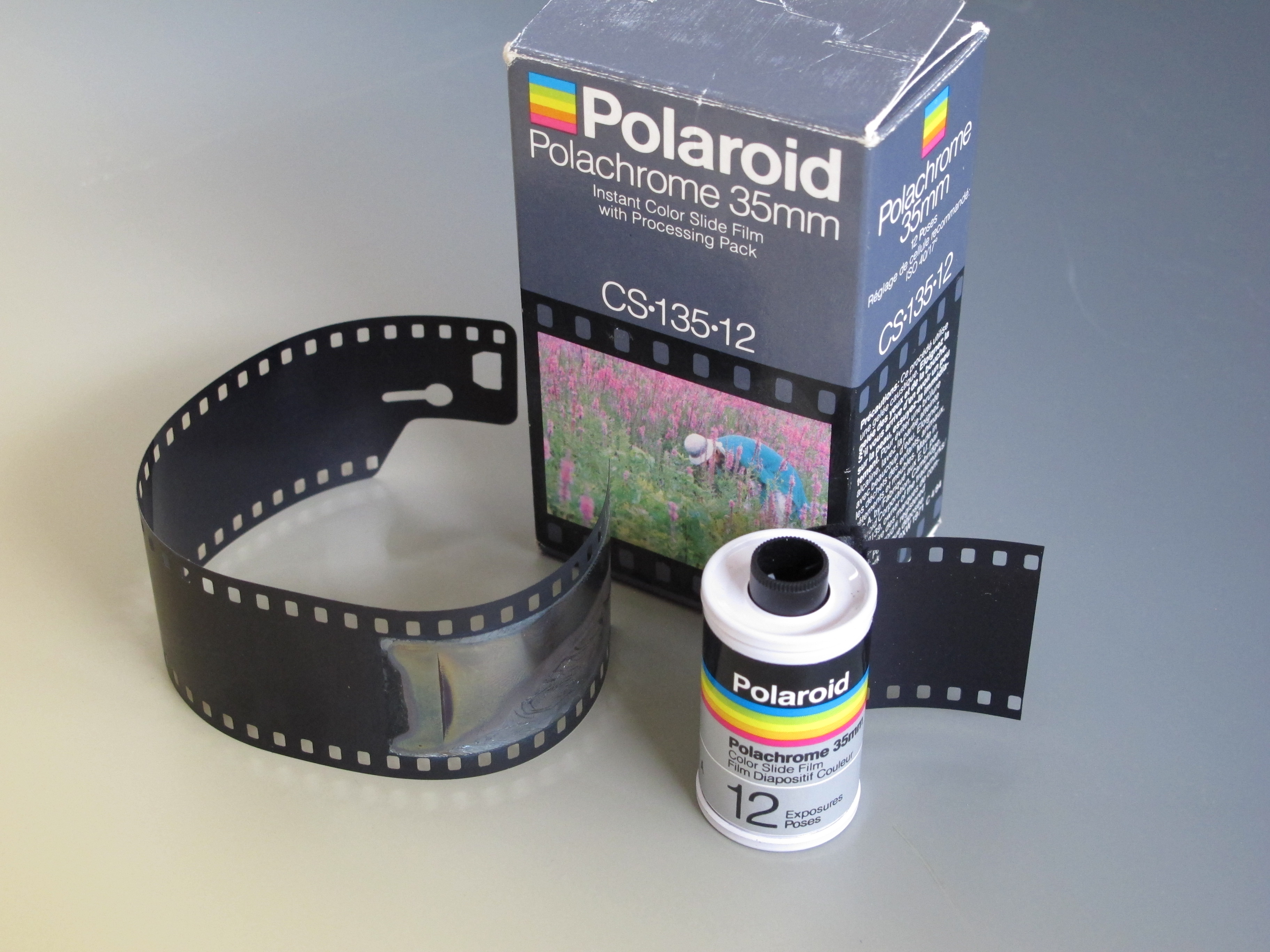
Polachrome 即时幻灯片胶片，一种加色法彩色胶片

加色法彩色胶片由红、绿、蓝透明色罩和黑白乳剂层组成，未曝光的染料显影剂会阻断不需要的颜色，并投影在所得图像中以形成颜色组合。由于胶片密度的关系，成像过程极慢，该胶片生产工艺的要求也较高。

## 品牌

### 宝丽来

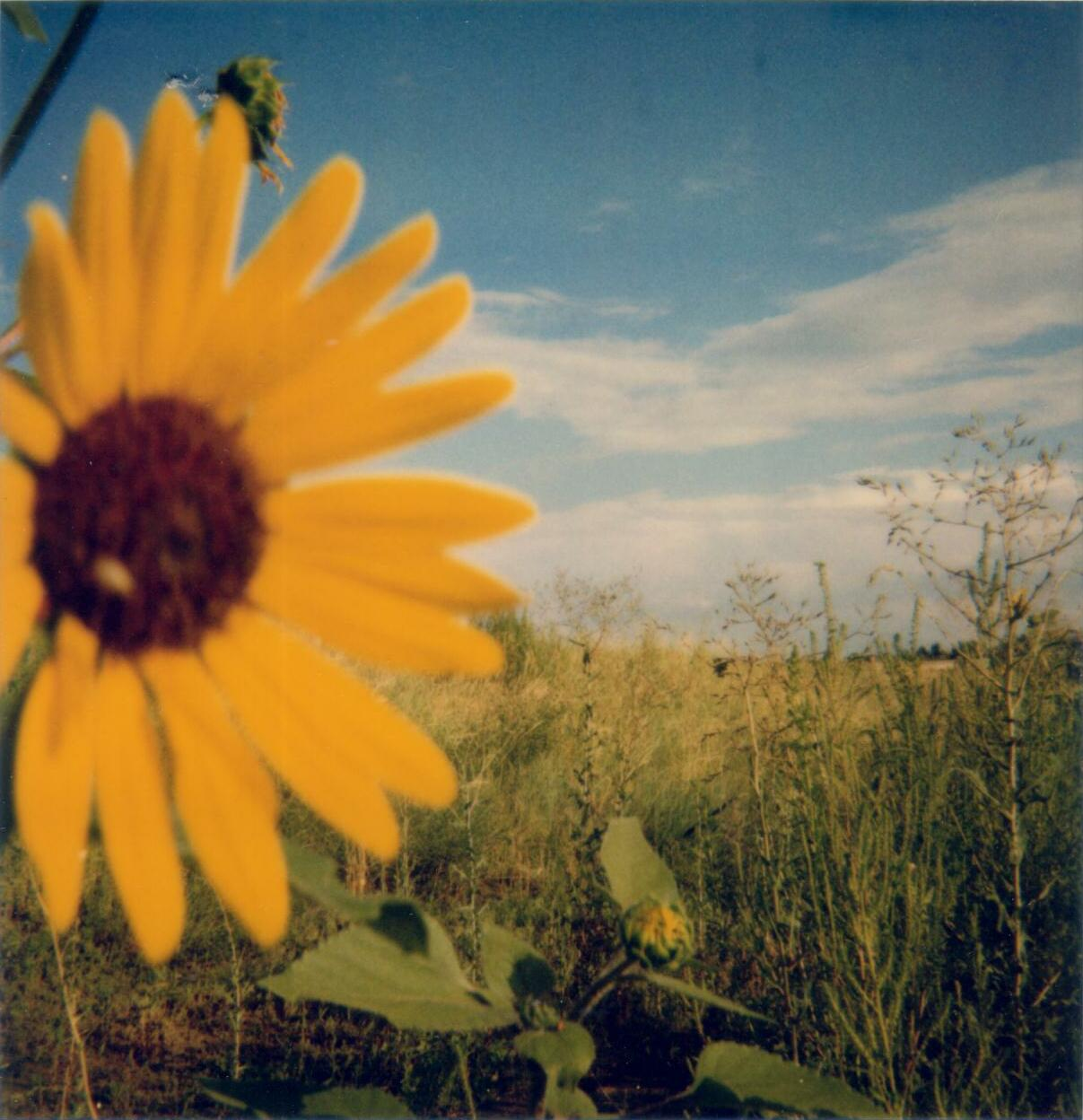
一张宝丽来600型彩色胶片，ISO 640

由兰德博士创立的宝丽来公司曾大量生产即时胶片，包含即时胶卷、大画幅胶片、撕拉片、一体式胶片以及电影胶片Polavision和反转片Polachrome。后期因自身财务危机，其胶片行业大受挫折，2008年，被Petters Group Worldwide公司接管的宝丽来公司停止了所有的胶片生产线，转型成为一个品牌授权组织。现在宝丽来的兼容胶片则由“ 不可能计划”（现Polaroid Originals）公司代为生产，其收购了宝丽来在荷兰恩斯赫德的旧设备和工厂。

### 柯达

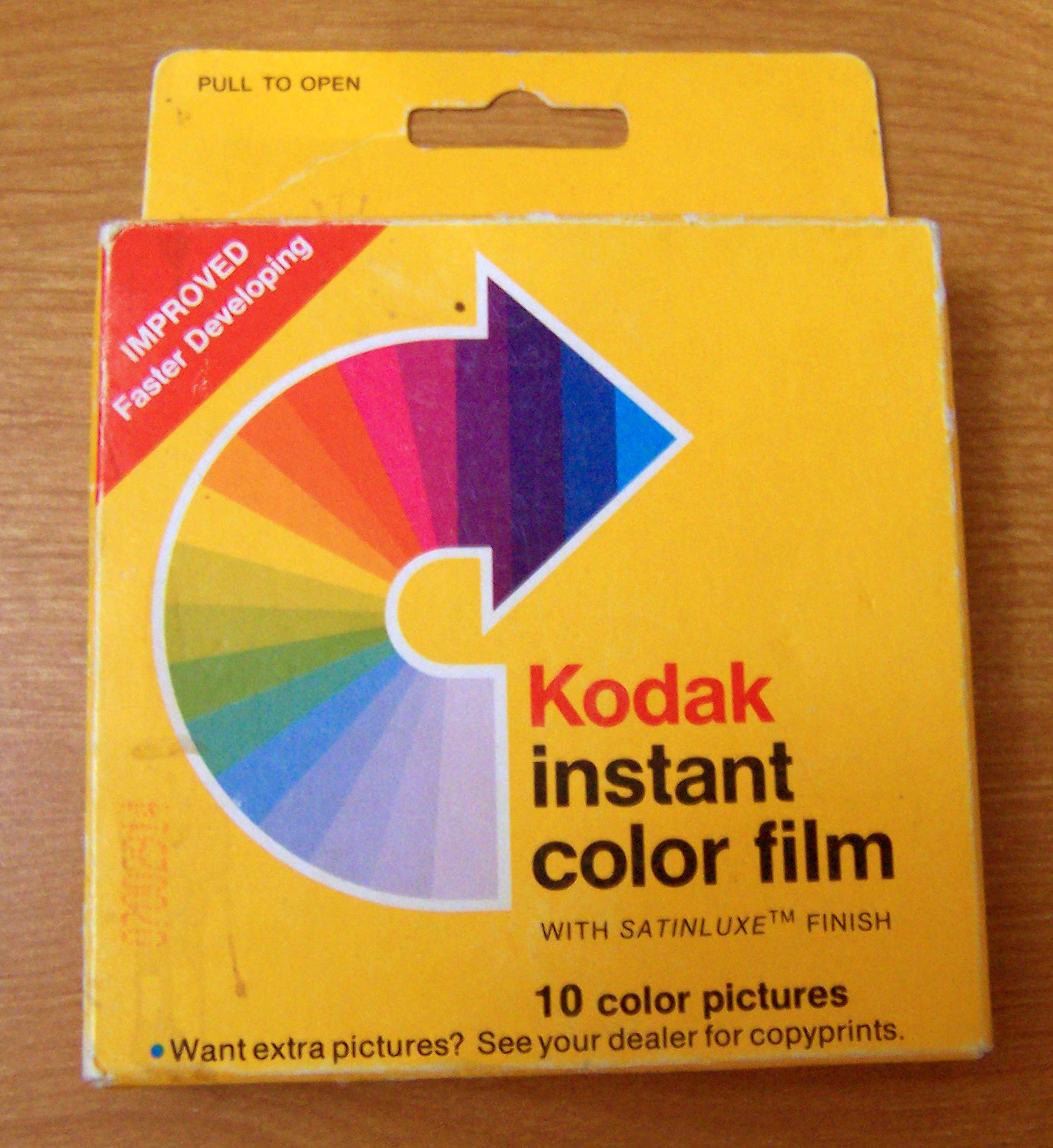
一包柯达PR-10 Satinluxe即时胶片

柯达公司曾在1963至1969年间为宝丽来制造过即时胶片的组件，其后宝丽来公司决定自产自销。最初柯达公司计划生产撕拉片，相关实验品也曾在柯达的董事会展示过，不过1972年宝丽来推出一体式胶片后，柯达决定取消撕拉片的发行计划，而将重点放在一体印刷工艺上。随后柯达在1976年推出了自己的即时胶片产品，在一些方面和宝丽来的产品存在差异
，不过柯达的PR-10胶片曾被表示存在褪色问题。
宝丽来曾于1976年4月对柯达提起诉讼，指控其侵犯了兰德博士及其开发团队与即时摄影相关的十项专利。1985年9月，美国马萨诸塞州地方法院裁定七项专利有效且受到侵权，两项无效但受到侵权，一项有效但未被柯达侵权。柯达提出上诉但遭到驳回，随后禁止生产其即时胶片和照相机的禁令生效。数月后，柯达向最高法院提出的上诉被再次驳回。1986年1月，柯达宣布不再生产其即时摄影产品。1991年，宝丽来从柯达获得了9.25亿美元的赔偿。

### 富士胶片

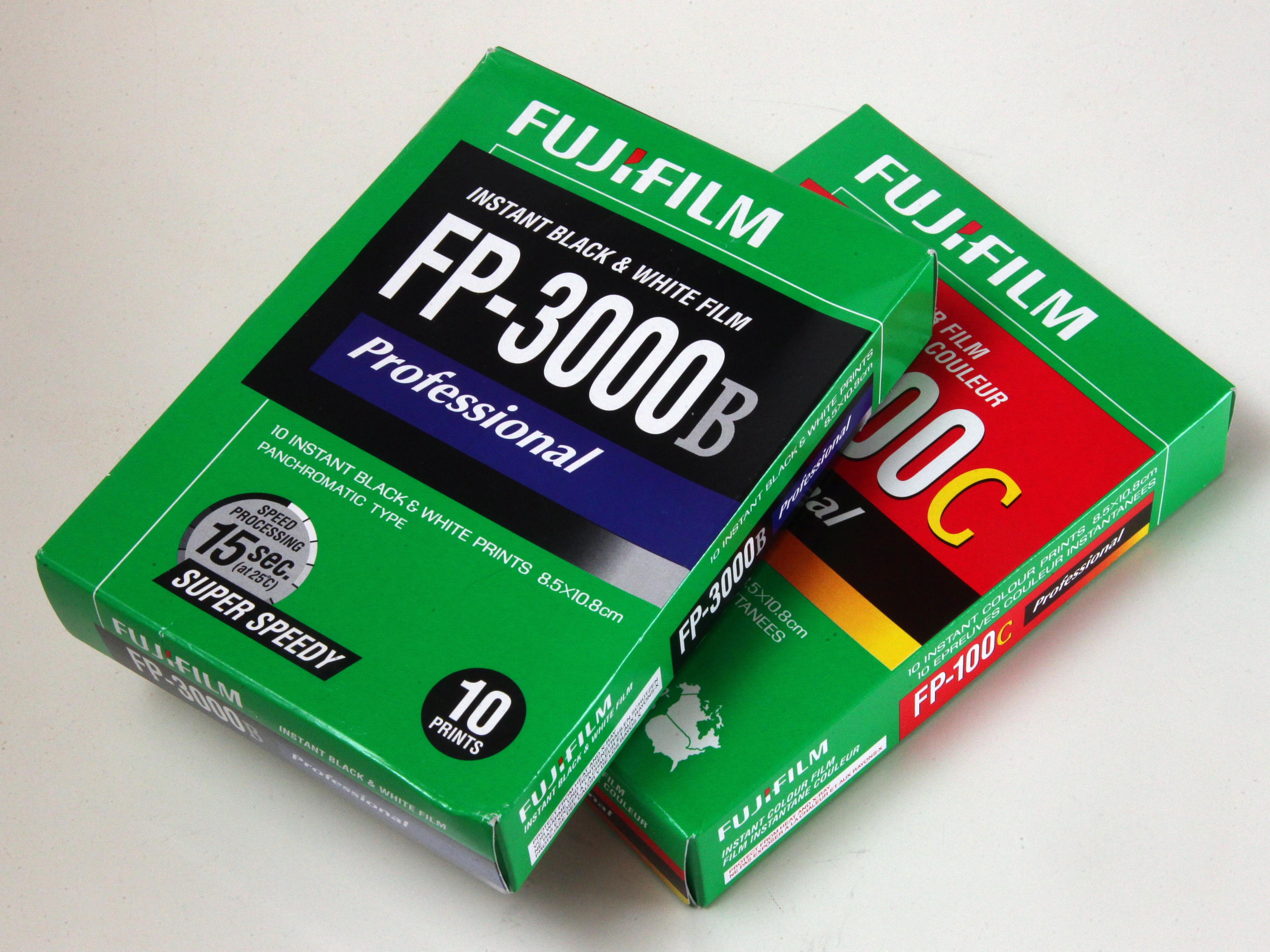
和宝丽来即时胶片等效的富士胶片产品

1981年，富士胶片公司推出Fotorama系列相机，自此便开始推出了自己的即时摄影产品系列。柯达失利时，富士胶片与宝丽来达成了技术共享协议，宝丽来允许富士使用其胶片技术，富士则允许宝丽来使用其磁记录媒体技术。

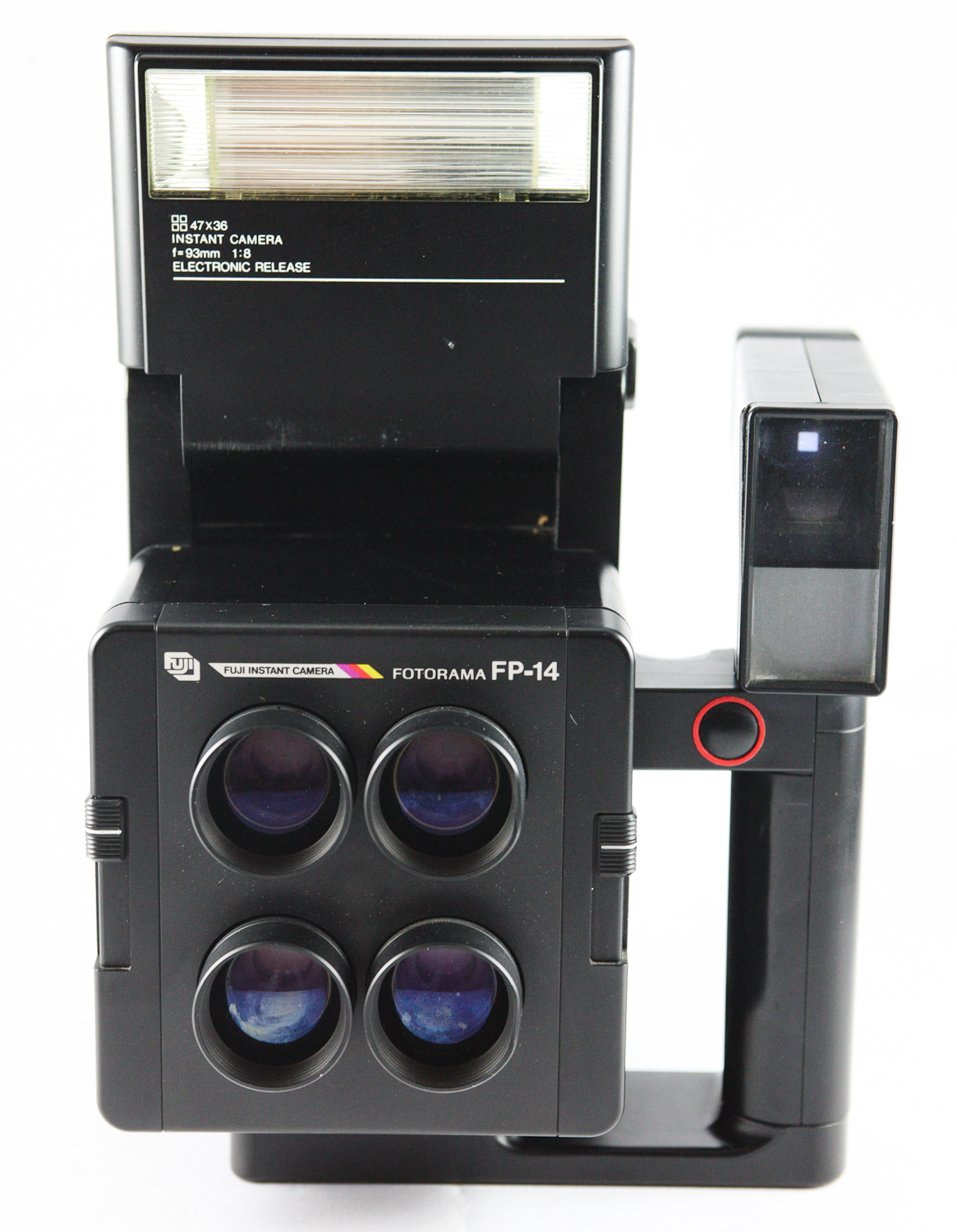
一台被设计用作护照相机的富士FP-14

1980年代中期，富士胶片又推出了ISO 800系统系列，随后在1990年代中期又推出了ACE系列。Instant ACE与System 800几乎相同，唯一的区别是ACE中的塑料盒设计不包含弹簧装置（弹簧在相机中），而且此类大多数仅在日本市场上发售，直到1998年发布instax系列相机发布。最初富士想在全球发行instax系列，但最终决定与宝丽来合作，在美国发行了“mio”相机。
宝丽来即时胶片的专利到期后，富士的撕拉片即无法律问题。虽然在澳大利亚，富士的胶片相比宝丽来会更为便宜，但由于宝丽来先前在大多数国家的主导地位，导致富士在日本海外并不闻名。2000年，富士决定改进产品，包装使用塑料，代替先前金属和塑料的组合。2003年富士亦在PMA大会上宣布将进军北美即时胶片市场。随着2008年宝丽来即时胶片的停产，富士开始扩大胶片生产种类，进而将更多的即时胶片产品出口到海外市场。

### 其它
Summit Global集团曾获授权使用宝丽来品牌，为宝丽来PIC 300相机发行过基于富士胶片的instax Mini 7的即时摄影相机和胶片。
位于马萨诸塞州阿什兰的一家名为New55 控股（“ New55 FILM”）的公司将在宝丽来545支架中进行了曝光和处理的一种黑白4×5正负材料投放市场，New55 PN为该材料提供了一个正片和一个4×5负片并可对其进行扫描，接触印刷或放大。New55 控股有限公司在结束其原理验证的研发阶段后，于2017年12月停止运营。

## 图集

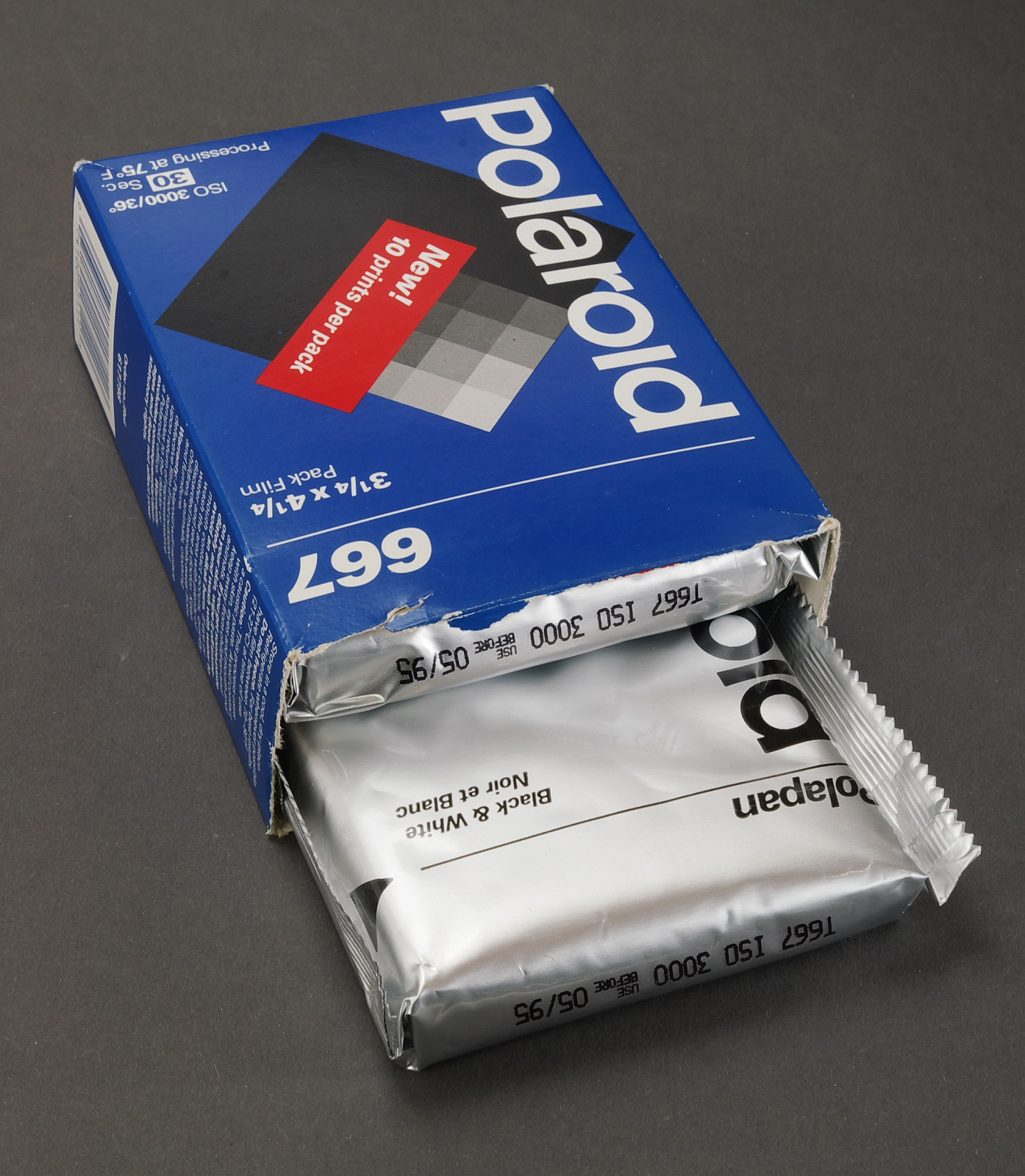
宝丽来667型ISO 3000一体式胶片
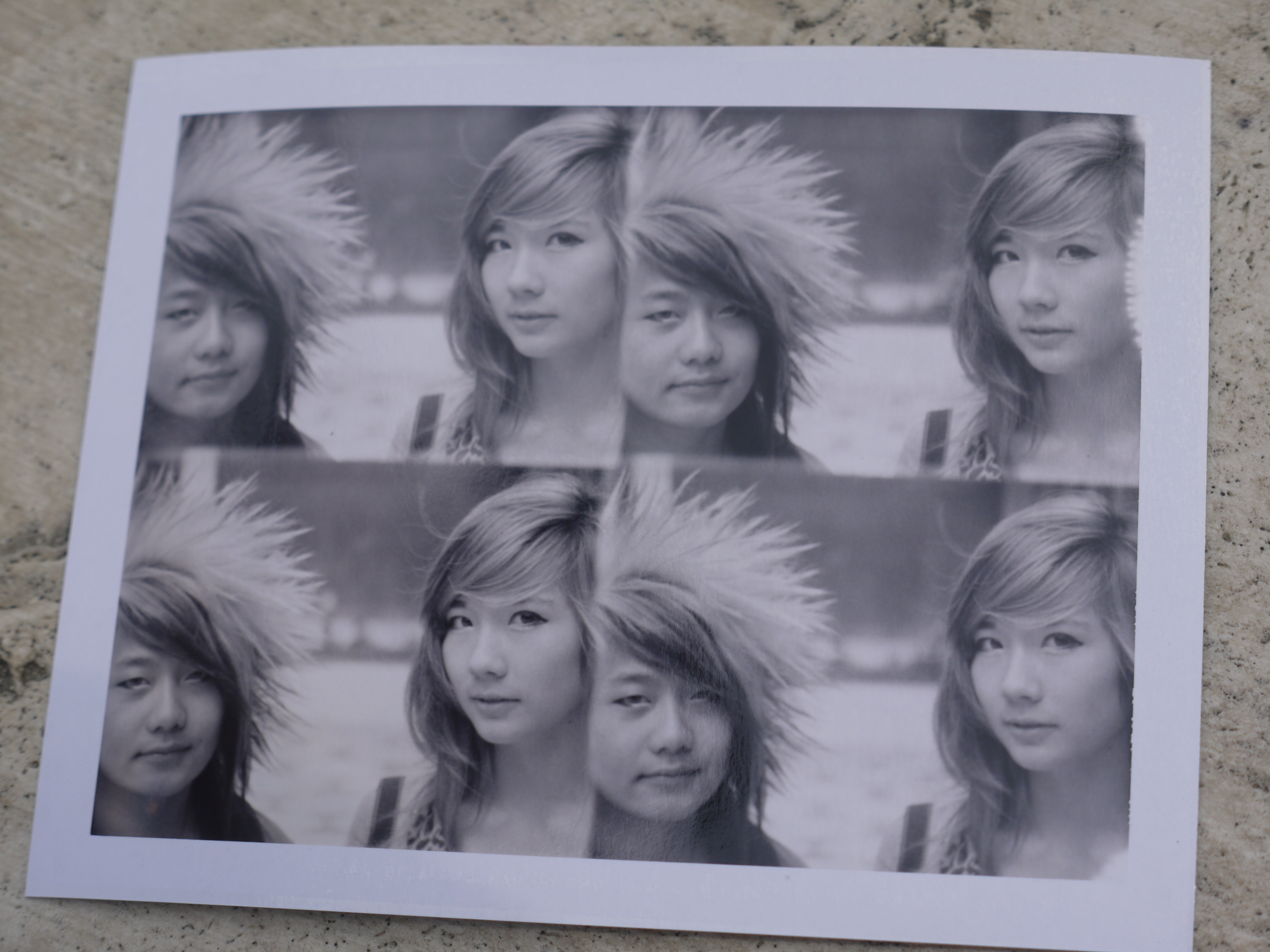
使用宝丽来Miniportrait相机在宝丽来100型撕拉片上显影的一张照片
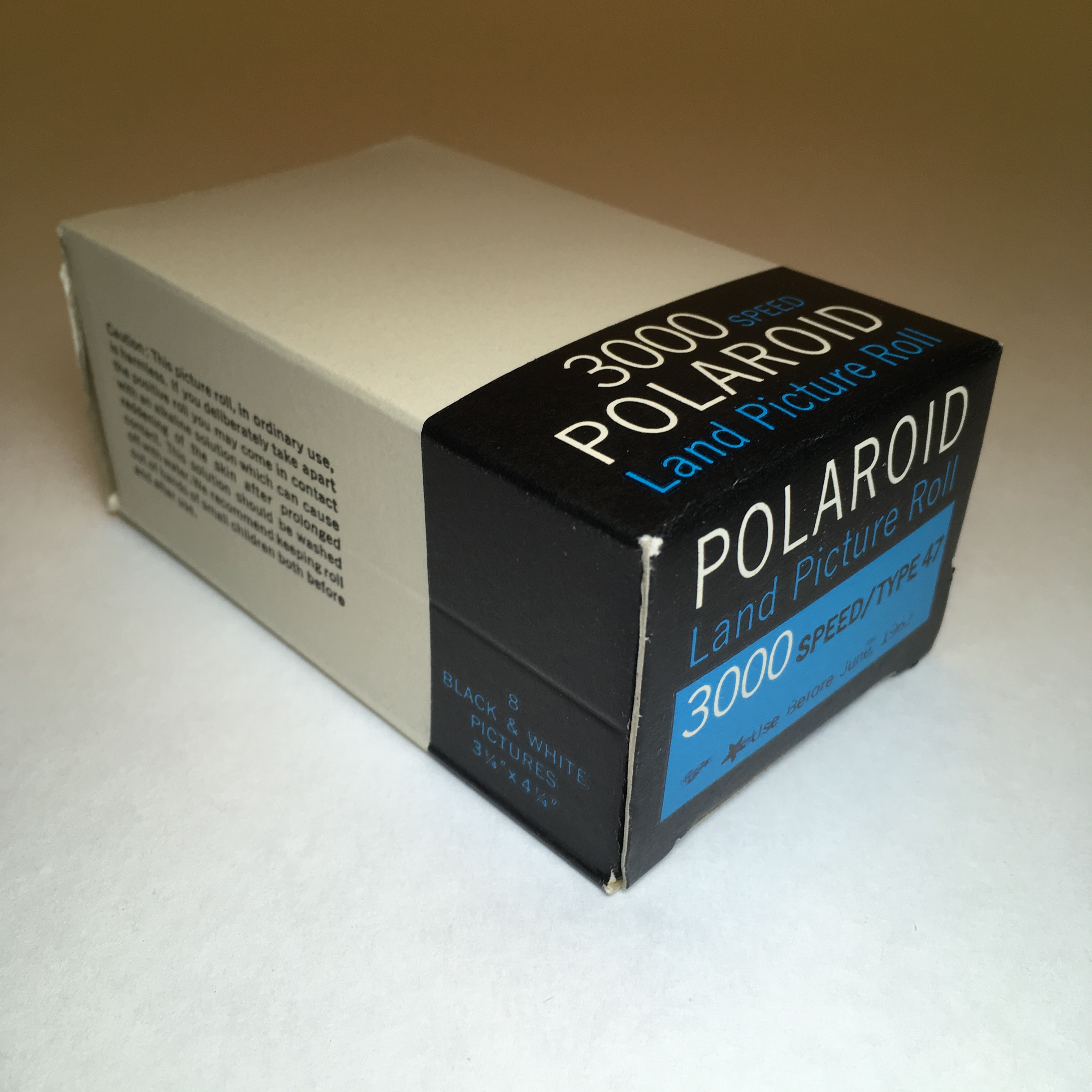
宝丽来47型横向ISO 3000胶卷，1962年6月到期
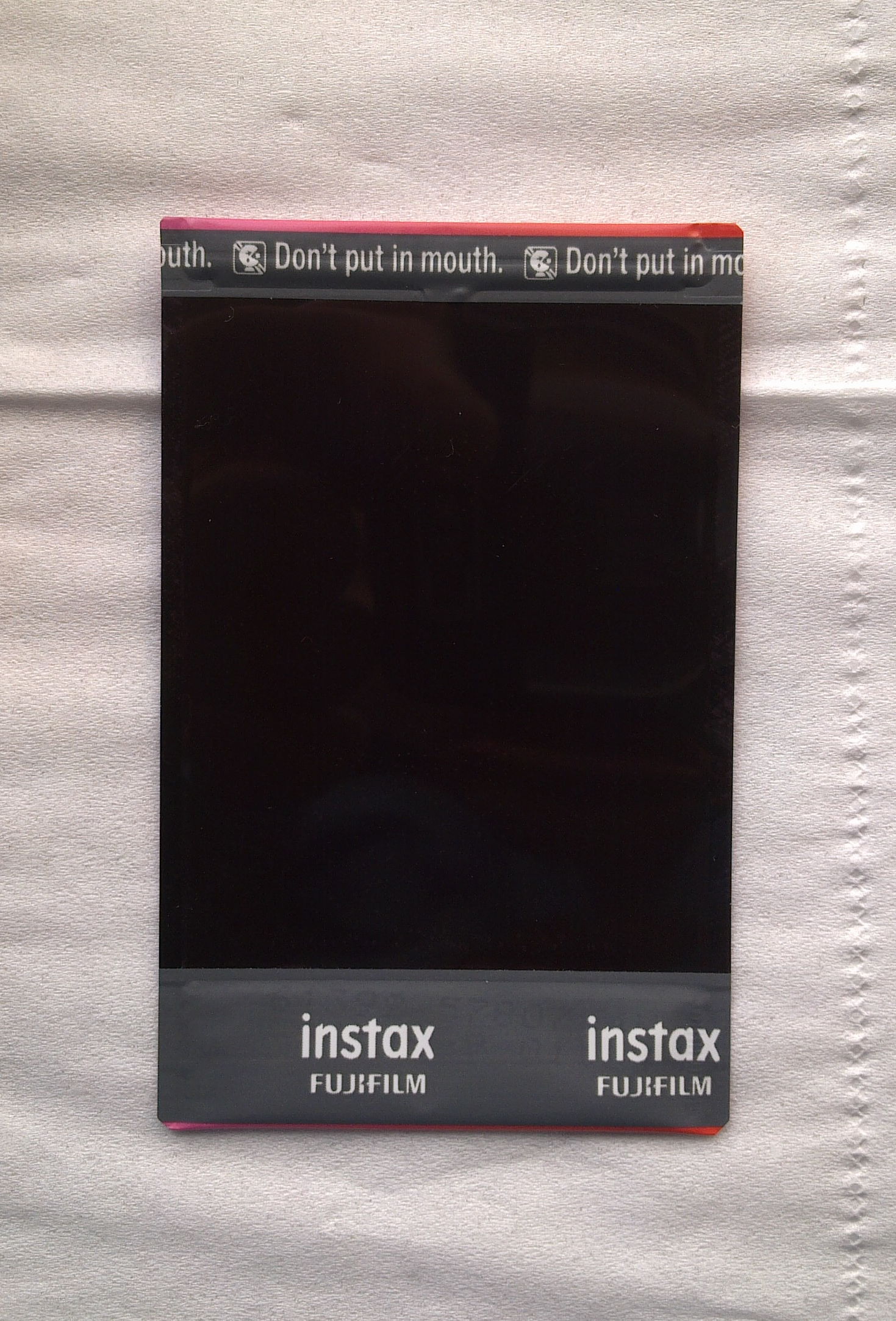
富士instax mini即时底片的背面
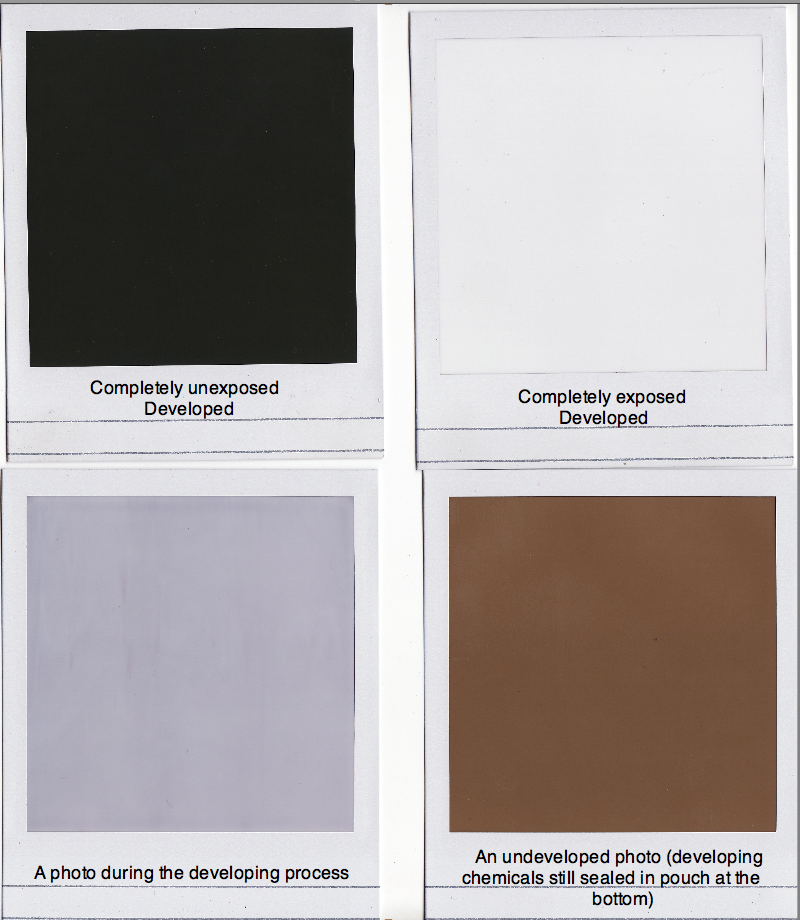
左上：完全未曝光的胶片 右上: 过曝的胶片 左下：在遮光剂下下显影完毕的胶片 右下：未显影的胶片，药包位于相纸底部

## 毒性
较常见的即时胶片中包含的用于显影过程的液体或糊状化学药品（如氢氧化钠）具有腐蚀性，会引起化学灼伤。对于这种液体，制造商建议尽可能避免与皮肤接触，并在不慎接触皮肤后立即用大量水冲洗。 一些即时胶片使用的试剂较少，建议采用的措施也有所不同。

## 引用
1. ↑  Ritzenthaler, Mary Lynn, Gerald J. Munoff and Margery S. Long. Archives and Manuscripts: Administration of Photographic Collections. SAA Basic Manual Series. Chicago: Society of American Archivists, 1984.
2. 1 2 3  . ACS.org. American Chemical Society.   [2017-01-18]. （原始内容存档于2017-01-18）.
3. 1 2  Jim Skelton. . Polaroids.theskeltons.org.   [2016-01-01]. （原始内容存档于2016-03-04）.
4. ↑  Wright, Mic. . Wired. 2017-09-14  [2009-11-04]. （原始内容存档于2016-08-07）.
5. ↑  Wortham, Jenna. . nytimes.com. 2018-05-03  [2018-05-03]. （原始内容存档于2017-09-18）.
6. ↑  .   [2010-05-23]. （原始内容存档于2010-05-21）. The Impossible Project Website – Company claiming to have bought Polaroid factory
7. ↑  . Rwhirled.com. 2004-03-06  [2016-01-01]. （原始内容存档于2016-01-06）.
8. ↑  Wilhelm, Henry and Carol Brower. The Permanence and Care of Color Photographs: Traditional and Digital Color Prints, Color Negatives, Slides, and Motion Pictures. Grinnell: Preservation Publishing, 1993.
9. ↑  . Lomogrohpy. 2012-01-06  [2017-01-29]. （原始内容存档于2016-04-09）.
10. ↑  . EUROPE: Nytimes.com. 1998-10-31  [2016-01-01]. （原始内容存档于2016-01-08）.
11. ↑  . www.new55.net.   [2018-05-03]. （原始内容存档于2018-02-10）.
12. ↑   (PDF).   [2016-01-01]. （原始内容存档 (PDF)于2016-03-04）.
13. ↑   (PDF).   [2016-01-01]. （原始内容存档 (PDF)于2016-03-03）.